# Valongo do Vouga
Valongo do Vouga es una vila y freguesia portuguesa del concelho de Águeda, con 43,7 km² de área y 5 006 habitantes (2001). Densidad de población: 126,4 hab/km².